# Невский трезубец
Невский трезубец (Нептунов трезубец) — неофициальное название застройки левобережной части Санкт-Петербурга по системе «трёх лучей» относительно башни Главного адмиралтейства, осуществлённое в XVIII веке П. М. Еропкиным и включающее в себя главные городские магистрали:
- Невский проспект
- Гороховая улица
- Вознесенский проспект